# アディリ・シャヤメトフ
アディリ・シャヤフメトヴィッチ・シャヤフメトフ（Адиль Шаяхметович Шаяхметов、1956年1月20日 - ）は、カザフスタン共和国のチェキスト。元カザフスタン国家保安委員会議長。中将。

## 経歴
- 1978年、カザフ工科大学（КазНИТУ, サトパエフにちなんで名付けられた大学 Satbayev University）を卒業。1982年、ミンスクのソ連国家保安委員会高等課程を修了。
- 2006年7月、国家保安委員会アルマトゥイ州部長。
- 2007年9月5日、国家保安委員会第一副議長。2009年10月16日から上海協力機構地域対テロ機構最高議長を兼任。
- 2009年12月7日、国家保安委員会議長代行、12月9日、議長に任命。
- 2010年8月23日、国家保安委員会議長解任。